# Equus quagga borensis
Espèce
Sous-espèce
Statut de conservation UICN

 LC  : Préoccupation mineure
Equus quagga borensis est une sous-espèce du zèbre des plaines (Equus quagga) présent au nord de l'Afrique de l'est. À cause de sa crinière pratiquement inexistante, il est parfois appelé "le zèbre sans crinière". On le trouve au nord-ouest du Kenya, du lac Baringo au Karamoja, ainsi qu'au sud-est du Soudan, à l'est du Nil, comme dans le parc national de Boma. Il est décrit pour la première fois en 1954 par Tony Henley, un ranger du protectorat de l'Ouganda. Récemment les zèbres du parc national Kidepo Valley ont été étudiés par la Kidepo Wildlife Foundation.